# Староюрьевский район
Старою́рьевский райо́н (с недавних пор муниципальный округ)— административно-территориальная единица (район) и муниципальное образование (муниципальный район) на северо-западе Тамбовской области России.
Административный центр — село Староюрьево.

## География
Площадь 1008 км². Территория района вытянута с севера на юг на 40 километров, с запада на восток — на 34 километра. Естественных лесов и топливных ресурсов на территории района нет, но имеются искусственные лесополосы и другие многолетние насаждения площадью более 1500 га. Большой популярностью пользуется Растов сад — лесопарк, разбитый в бывшей усадьбе родителей выдающегося русского композитора, театрального деятеля А. Н. Верстовского.
Район граничит на западе с Первомайским, на юге — с Мичуринским, на юго-востоке — с Никифоровским, на востоке — с Сосновским районами Тамбовской области, а также на севере — с Рязанской областью.

## История
Староюрьевский район образован 10 июля 1928 года на основании Постановления Президиума ВЦИК.
30 октября 1959 года к Староюрьевскому району была присоединена часть территории упразднённого Глазковского района[страница не указана 1006 дней].

## Население
| 2002    | 2009    | 2010    | 2012    | 2013    | 2014    | 2015    | 2016    | 2017    |
| ------- | ------- | ------- | ------- | ------- | ------- | ------- | ------- | ------- |
| 17 695  | ↘15 154 | ↘14 553 | ↘14 242 | ↘13 977 | ↘13 517 | ↘13 275 | ↘12 845 | ↘12 563 |
| 2018    | 2019    | 2020    | 2021    |         |         |         |         |         |
| ↘12 186 | ↘11 806 | ↘11 466 | ↗11 506 |         |         |         |         |         |

### Национальный состав
По итогам переписи населения 2020 года проживали следующие национальности (национальности менее 0,1 % и другое, см. в сноске к строке «Другие»):
| Национальность | Численность, чел. | Доля     |
| -------------- | ----------------- | -------- |
| Русские        | 11 118            | 96,63 %  |
| Украинцы       | 24                | 0,21 %   |
| Таджики        | 15                | 0,13 %   |
| Другие         | 349               | 3,03 %   |
| Итого          | 11 506            | 100,00 % |

## Административное деление
Староюрьевский район как административно-территориальное образование включает 9 сельсоветов.
В Староюрьевский район как муниципальное образование со статусом муниципального района входят 9 муниципальных образований со статусом сельских поселений:
| № | Сельское поселение          | Административный центр | Количество населённых пунктов | Население (чел.) | Площадь (км²) |
| - | --------------------------- | ---------------------- | ----------------------------- | ---------------- | ------------- |
| 1 | Большедороженский сельсовет | село Большая Дорога    | 5                             | ↗475             | 91,74         |
| 2 | Вишневский сельсовет        | село Вишневое          | 9                             | ↘1250            | 80,59         |
| 3 | Мезинецкий сельсовет        | село Мезинец           | 2                             | ↘421             | 107,27        |
| 4 | Новиковский сельсовет       | село Новиково          | 8                             | ↗711             | 83,41         |
| 5 | Новоюрьевский сельсовет     | село Новоюрьево        | 3                             | ↗1239            | 160,57        |
| 6 | Подгорненский сельсовет     | село Подгорное         | 9                             | ↘833             | 103,96        |
| 7 | Поповский сельсовет         | село Поповка           | 5                             | ↘627             | 80,31         |
| 8 | Спасский сельсовет          | село Спасское          | 6                             | ↘594             | 106,95        |
| 9 | Староюрьевский сельсовет    | село Староюрьево       | 2                             | ↗5356            | 192,87        |

## Населённые пункты
В Староюрьевском районе 49 населённых пунктов (все — сельские).
| №  | Населённый пункт    | Тип     | Население | Сельское поселение          |
| -- | ------------------- | ------- | --------- | --------------------------- |
| 1  | Александровка       | деревня | 19        | Вишневский сельсовет        |
| 2  | Андреевка           | деревня | 0         | Вишневский сельсовет        |
| 3  | Боголюбово          | село    | 258       | Новиковский сельсовет       |
| 4  | Большая Дорога      | село    | 373       | Большедороженский сельсовет |
| 5  | Варваринка          | деревня | 36        | Новиковский сельсовет       |
| 6  | Васильевка          | деревня | 79        | Подгорненский сельсовет     |
| 7  | Вещин               | хутор   | 4         | Большедороженский сельсовет |
| 8  | Вишневое            | село    | 1328      | Вишневский сельсовет        |
| 9  | Елань               | посёлок | 11        | Поповский сельсовет         |
| 10 | Елизаветино         | деревня | 71        | Спасский сельсовет          |
| 11 | Заворонежское       | село    | 175       | Большедороженский сельсовет |
| 12 | Златоустово         | село    | 21        | Спасский сельсовет          |
| 13 | Ивано-Вердереевка   | деревня | 81        | Вишневский сельсовет        |
| 14 | Ивановка            | деревня | 63        | Подгорненский сельсовет     |
| 15 | Казанское           | село    | 98        | Большедороженский сельсовет |
| 16 | Каплино             | деревня | 7         | Новиковский сельсовет       |
| 17 | Киселёвка           | деревня | 10        | Подгорненский сельсовет     |
| 18 | Крутовское          | село    | 267       | Поповский сельсовет         |
| 19 | Ларгино             | деревня | 71        | Вишневский сельсовет        |
| 20 | Любовь              | деревня | 14        | Подгорненский сельсовет     |
| 21 | Марьинка            | деревня | 13        | Новиковский сельсовет       |
| 22 | Мезинец             | село    | 613       | Мезинецкий сельсовет        |
| 23 | Надеждина           | деревня | 80        | Подгорненский сельсовет     |
| 24 | Новиково            | село    | ↗260      | Новиковский сельсовет       |
| 25 | Новоникольское      | село    | 4         | Мезинецкий сельсовет        |
| 26 | Новоюрьево          | село    | ↘1649     | Новоюрьевский сельсовет     |
| 27 | Пашино              | деревня | 155       | Вишневский сельсовет        |
| 28 | Подгорное           | село    | 825       | Подгорненский сельсовет     |
| 29 | Поповка             | село    | 523       | Поповский сельсовет         |
| 30 | Преображеновка      | деревня | 3         | Новиковский сельсовет       |
| 31 | Развалы             | деревня | 6         | Спасский сельсовет          |
| 32 | Рассвет             | посёлок | 23        | Вишневский сельсовет        |
| 33 | Рахманино           | деревня | 29        | Подгорненский сельсовет     |
| 34 | Редькино            | деревня | 83        | Вишневский сельсовет        |
| 35 | Рогожкино           | деревня | 8         | Вишневский сельсовет        |
| 36 | Рыбхоз «Шушпанский» | посёлок | →0        | Староюрьевский сельсовет    |
| 37 | Савёлово            | деревня | 58        | Подгорненский сельсовет     |
| 38 | Сазоновка           | деревня | 4         | Новиковский сельсовет       |
| 39 | Скобелевка          | деревня | 191       | Спасский сельсовет          |
| 40 | Спасское            | село    | 320       | Спасский сельсовет          |
| 41 | Староалександровка  | село    | 299       | Новиковский сельсовет       |
| 42 | Староюрьево         | село    | ↘5356     | Староюрьевский сельсовет    |
| 43 | Степь               | посёлок | 39        | Новоюрьевский сельсовет     |
| 44 | Троицко-Ивановское  | село    | 126       | Спасский сельсовет          |
| 45 | Чемерика            | посёлок | 19        | Поповский сельсовет         |
| 46 | Чугуновка           | деревня | 28        | Поповский сельсовет         |
| 47 | Шемановка           | деревня | 29        | Подгорненский сельсовет     |
| 48 | Шушпан-Ольшанка     | село    | 0         | Большедороженский сельсовет |
| 49 | Юркино              | посёлок | 49        | Новоюрьевский сельсовет     |

Упразднённые населённые пункты:
- 1992 год — поселок Ростов Сад Большедорожинского сельсовета; деревни Криуша и Щукино, село Прасковьино Новоюрьевского сельсовета;  деревня Каньшино Подгорненского сельсовета; поселок Алексеевка Поповского сельсовета[21].

- 1998 год — деревня Карасевка включена в состав деревни Редькино, посёлок Никольский — в состав села Мезинец[22]. Исключена деревня Шушпан-Верстовка[23].
- 2001 год — деревня Николаевка включена в состав села Сазоновка, деревня Берёзовка — в состав села Новоюрьево[24].
- 2007 год — село Большая Верда Новоюрьевского сельсовета и деревня Ивано-Строителево Вишневского сельсовета[25].

## Известные уроженцы и жители
Композитор А. Н. Верстовский в 1799 году появился на свет в имении Селиверстово.
В 1861 году в Новоалександровке родился писатель, публицист, просветитель А. И. Новиков.
На берегу Вишневки находилась усадьба адвоката с европейской славой Ф. Н. Плевако.
В Спасском работал крепостной художник, ученик великого А. Г. Венецианова Г. В. Сорока.
- Храмцов, Сергей Иванович (1908—1989) — советский военачальник, генерал-майор, кандидат военных наук. Родился в деревне Щукино.

В Староюрьевской средней школе в разные годы учились поэт-партизан В. И. Шульчев, поэтесса К. В. Быкова, лауреат Государственных премий СССР, член-корреспондент РАН Ф. И. Дубовицкий, академик Н. К. Фролов; награжденный Орденом Мужества В. П. Рязанов — участник легендарного побега 16 августа 1996 г. из Кандагарского плена на самолёте ИЛ-76.
Староюрьевская земля воспитала славных защитников Отечества — Героев Советского Союза А. И. Балясникова, Г. А. Сутормина, Г. 3. Клишина;
Героя России А. И. Кобина;
Кавалера Ордена Славы Богданчук Ивана Климентьевича,
Выдающихся тружеников — Героев Социалистического Труда Т. Ф. Куделину, академика АМН Н. П. Бочкова; А. С. Артёмова(1930 — 5 декабря 2012 года)
Заслуженных учителей школы РФ А. Р. Копенкина и Г. И. Текунова, солиста Большого театра А. В. Тюрина, солистку Самарского оперного театра и камерного хорового театра Ларису Сидорову (Терехову), писателей В. П. Славнова и П. Н. Матюхина.